# Akera
Akera é um gênero marinho de lebre marinha da família Akeridae, conhecido desde o final do Callovian (Jurássico) até os períodos recentes.

## Descrição
Akera é um gênero primitivo. Essas lebres marinhas não se encaixam completamente em sua concha externa; ele apenas cobre sua corcova visceral que está posicionada na extremidade posterior de seus corpos. Seus corpos aerodinâmicos são adaptados para escavar.

## Espécies
- Akera bayeri (Marcus & Marcus, 1967) - Pode ser encontrada ao longo da costa da Colômbia e do Brasil .
- Akera bullata ( OF Müller, 1776) - espécie tipo
- Akera julieae Valdés & Barwick, 2005
- Akera silbo Ortea & Moro, 2009
- Akera soluta ( Gmelin, 1791) - Também chamada de Solute akera, esta espécie pode ser encontrada no Indo-Oeste do Pacífico . Pouco se sabe sobre esta espécie. Sua concha pode crescer até 45 mm de comprimento.
- † Akera striatella Lamarck, 1804 - fóssil do Eoceno e Oligoceno .
- Akera tasmanica Beddome, 1883: [4] sinônimo de Diaphana tasmanica (Beddome, 1883)